# 차태현
차태현(車太鉉, 1976년 3월 25일 ~ )은 대한민국의 배우이다.
1995년 KBS 슈퍼탤런트 1기(통산 KBS 공채 17기) 공채 탤런트로 데뷔하였다. 한편, 그는 2000년 KBS 2TV 《가을동화》 캐스팅 물망에 올랐지만 시청률이 떨어지는 시간대라 스스로 포기했으며 김현주가 이 작품 여주인공 물망에 올랐으나 차태현과 똑같은 이유로 고사했고 제13회 한국방송작가상 드라마 부문 최종 후보에 올랐지만 탈락했으며 결국 SBS 《덕이》가 13회 드라마 부문 최종 수상작이 됐는데 차태현은 이 드라마의 집필자인 故 이희우 작가의 KBS 시절 마지막 집필작이었던 2TV 일일드라마 《며느리 삼국지》 단역을 맡기도 했다.
1995년 드라마 《젊은이의 양지》에서 극중 전도연을 짝사랑하는 학생 역할로 배우로서 첫 출연하였다. 데뷔 초기에는 다소 어려보이는 외모 때문에 배역을 맡는데 손해를 보는 일도 종종 있었다고 한다. 또한 공채 탤런트로 일할 때는 예능 프로그램 《슈퍼선데이》에서 감초 역할이나 드라마에서는 단역을 주로 맡다가 KBS와 계약이 끝난 후 1997년 MBC 캠퍼스 드라마 《레디 고!》에 출연하며 3년여간 무명 생활을 보낸 1년 뒤, 1998년 11월 첫 방송을 한 메디컬 드라마 《해바라기》를 통해 비중 있는 조연을 맡았고, 극중 김정은과의 코믹 커플 연기를 선보이며 데뷔 이후 처음으로 큰 주목을 받으며 일약 스타덤에 올랐다. 1998년 SBS 드라마 《해피투게더》에서 전지현의 상대역과 MBC 드라마 《사랑해 당신을》에서 채림의 상대역으로 많은 인기를 얻었고, 계속된 인기와 함께 여러 예능 프로그램에서도 두각을 나타내었다. 그해에는 KBS 2FM 라디오 《FM 인기 가요》의 DJ를 맡아 청취율 1위를 기록했고, SBS의 예능 프로그램인 《기쁜 우리 토요일》의 진행자로도 발탁되었다.
1999년 MBC 드라마 《햇빛속으로》에서 첫 주인공을 맡아 35%가 넘는 높은 시청률을 기록하였다. 2000년 SBS 드라마 《줄리엣의 남자》등에 출연하였다. 2001년에는 김호식의 소설《엽기적인 그녀》를 원작으로 한 동명의 영화에서 주연을 맡아 488만명의 관객수를 기록하였다. 가수로도 데뷔하여 첫 정규 앨범 《Accident》의 타이틀 곡 〈I Love You〉는 30만장의 판매량을 기록하였다. 이어 영화《연애소설》(2002), 《첫사랑 사수궐기대회》, 《해피 에로 크리스마스》(2003), 《투가이즈》(2004), 《파랑주의보》(2005) 등의 작품에 출연하였고, 드라마 《황태자의 첫사랑》(2004), 《꽃 찾으러 왔단다》(2007)에 출연하였다.
2008년 말에 개봉한 《과속 스캔들》은 그가 주연한 영화로서 관객수 800만 명을 돌파하였고, 주연으로 같이 출연한 신예 박보영도 주목받았다. 2010년에는 코미디 영화 《헬로우 고스트》에 출연하며 관객수 300만 명을 돌파하였다. 이후 영화 《챔프》(2011), 《바람과 함께 사라지다》(2012), 《슬로우 비디오》(2014)에 출연했고, 2017년 주연을 맡은 《신과함께: 죄와 벌》은 관객 수 1400만 명을 돌파했다.
2012년 2월부터 2019년 3월까지 KBS2 예능 프로그램 《해피선데이 - 1박 2일》에 고정으로 출연하였다.

## 학력
- 서울일원국민학교(졸업)
- 중동중학교(졸업)
- 서초고등학교(졸업)
- 서울예술대학교 방송연예학과(학사)
- 경기대학교 다중매체영상학과(학사)

## 작품 목록

### 드라마
| 연도 | 방송사  | 작품                            | 역할           | 비고                 |
| ---- | ------- | ------------------------------- | -------------- | -------------------- |
| 1995 | KBS 2TV | 젊은이의 양지                   |                | 드라마 데뷔작 • 단역 |
| 1996 | KBS 2TV | 파파                            | 장강명         | 단역                 |
| 1996 | KBS 2TV | 며느리 삼국지                   |                | 단역                 |
| 1996 | KBS 2TV | 첫사랑                          | 찬우의 친구    | 단역                 |
| 1996 | KBS 2TV | 드라마시티 - 현금에 손대지마라  | 경식           |                      |
| 1997 | KBS 2TV | 마주보며 사랑하며               | 차태현         | 주연                 |
| 1997 | KBS 2TV | 스타                            | 정진영         | 조연                 |
| 1997 | MBC     | 레디 고                         | 박찬기         | 주연                 |
| 1998 | SBS     | 서울 탱고                       | 장재호         | 조연                 |
| 1998 | MBC     | 베스트극장 - 나의 아내 수지에게 |                |                      |
| 1998 | MBC     | 수줍은 연인                     | 황인수         |                      |
| 1998 | MBC     | 해바라기                        | 허재봉         | 조연                 |
| 1999 | SBS     | 해피투게더                      | 차신엽         | 조연                 |
| 1999 | MBC     | 사랑해 당신을                   | 박영재         | 조연                 |
| 1999 | MBC     | 햇빛속으로                      | 강인하         | 주연                 |
| 2000 | SBS     | 줄리엣의 남자                   | 장기풍         | 주연                 |
| 2004 | MBC     | 황태자의 첫사랑                 | 최건희         | 주연                 |
| 2007 | KBS 2TV | 꽃찾으러 왔단다                 | 윤호상         | 주연                 |
| 2008 | MBC     | 종합병원 2                      | 최진상         | 주연                 |
| 2011 | MBC     | 빛과 그림자                     | 선술집 취객    | 2회 특별출연         |
| 2012 | KBS 2TV | 넝쿨째 굴러온 당신              | 차태봉         | 26회 특별출연        |
| 2012 | KBS 2TV | 전우치                          | 전우치 / 이치  | 주연                 |
| 2014 | MBC     | 드라마 페스티벌 - 포틴 (4teen)  | 30대 영훈      | 1회 특별출연         |
| 2015 | KBS 2TV | 프로듀사                        | 라준모         | 주연                 |
| 2016 | KBS 2TV | 구르미 그린 달빛                | 대근           | 1회 특별출연         |
| 2016 | SBS     | 푸른 바다의 전설                | 사기꾼         | 4회 특별출연         |
| 2017 | KBS 2TV | 최고의 한방                     | 이광재         | 주연 / 연출          |
| 2018 | KBS 2TV | 최고의 이혼                     | 조석무         | 주연                 |
| 2020 | OCN     | 번외수사                        | 진강호         | 주연                 |
| 2020 | tvN     | 산후조리원                      | 안 간호사 아들 | 8회 특별출연         |
| 2021 | KBS 2TV | 경찰수업                        | 유동만         | 주연                 |
| 2023 | KBS 2TV | 두뇌공조                        | 금명세         | 주연                 |
| 2023 | Disney+ | 무빙                            | 전계도         | 주연                 |

### 영화
| 연도 | 작품                              | 배역               | 비고                     |
| ---- | --------------------------------- | ------------------ | ------------------------ |
| 1997 | 할렐루야                          | 관기               | 단역                     |
| 2001 | 엽기적인 그녀                     | 견우               | 본작의 메인 주인공       |
| 2002 | 연애소설                          | 이지환             | 본작의 메인 주인공       |
| 2003 | 첫사랑 사수 궐기대회              | 손태일             | 본작의 메인 주인공       |
| 2003 | 해피 에로 크리스마스              | 성병기             | 본작의 메인 주인공       |
| 2004 | 어깨동무                          | 잡범               | 특별출연                 |
| 2004 | 내 여자친구를 소개합니다          | 엔딩남             | 특별출연                 |
| 2004 | 투 가이즈                         | 김훈               | 본작의 서브 주인공       |
| 2005 | 파랑주의보                        | 김수호             | 본작의 메인 주인공       |
| 2005 | 새드무비                          | 정하석             |                          |
| 2007 | 복면달호                          | 봉달호 / 봉필      | 본작의 메인 주인공       |
| 2008 | 바보                              | 승룡               | 본작의 메인 주인공       |
| 2008 | 무림여대생                        | 엔딩 남            | 특별출연                 |
| 2008 | 호튼                              | 호튼 (목소리)      | 애니메이션 영화          |
| 2008 | 과속 스캔들                       | 남현수             | 본작의 메인 주인공       |
| 2009 | 한일 합작 텔레시네마 - 트라이앵글 |                    | 우정출연                 |
| 2009 | 토끼와 리저드                     | 영남               | 특별출연                 |
| 2010 | 헬로우고스트                      | 강상만             | 본작의 메인 주인공       |
| 2011 | 써니                              | 보험회사 메인 모델 | 우정출연 (사진으로 등장) |
| 2011 | 챔프                              | 이승호             | 본작의 메인 주인공       |
| 2012 | 네버엔딩 스토리                   | 송경의 친구        | 우정출연                 |
| 2012 | 바람과 함께 사라지다              | 이덕무             | 본작의 메인 주인공       |
| 2013 | 캐치미                            | 옆집 남자          | 우정출연                 |
| 2014 | 타짜: 신의 손                     | 라디오 DJ          | 특별출연                 |
| 2014 | 슬로우 비디오                     | 여장부             | 본작의 메인 주인공       |
| 2014 | 기술자들                          | 새로운 기술자      | 특별출연                 |
| 2015 | 연애의 맛                         | 1박 2일 남         | 우정출연                 |
| 2016 | 엽기적인 그녀 2                   | 견우               | 본작의 메인 주인공       |
| 2017 | 사랑하기 때문에                   | 진이형             | 본작의 메인 주인공       |
| 2017 | 신과함께 : 죄와 벌                | 김자홍             | 천만영화                 |
| 2023 | 멍뭉이                            | 진국               | 본작의 서브 주인공       |

## 그 외 활동

### 텔레비전 프로그램
| 연도       | 방송사                    | 제목                                  | 역할                                                           | 비고 |
| ---------- | ------------------------- | ------------------------------------- | -------------------------------------------------------------- | --- |
| 1998       | MBC                       | 가족 캠프                             | MC                                                             | |
| 1999       | SBS                       | 기쁜 우리 토요일                      | MC                                                             | 박수홍, 한고은과 공동 진행 |
| 1999       | KBS2                      | TV는 사랑을 싣고                      | 게스트                                                         | 275회 |
| 2000       | Mnet                      | 뮤직 비디오 페스티벌                  | MC                                                             | 김현주와 공동 진행 |
| 2001       | Mnet                      | 뮤직 비디오 페스티벌                  | MC                                                             | 송혜교와 공동 진행 |
| 2002       | MBC                       | 대학 가요제                           | MC                                                             | 윤도현과 공동 진행 |
| 2003       | MBC                       | 대학 가요제                           | MC                                                             | 이효리와 공동 진행 |
| 2003       | Mnet                      | 뮤직 비디오 페스티벌                  | MC                                                             | 성유리와 공동 진행 |
| 2004       | MBC                       | 공감토크쇼 놀러와                     | 게스트                                                         | 7회 |
| 2005       | KBS2                      | 날아라 슛돌이 1기                     | 서포터                                                         | |
| 2006       | MBC                       | 공감토크쇼 놀러와                     | 게스트                                                         | 80회 |
| 2007       | MBC                       | 무한도전                              | 게스트                                                         | 40회 |
| 2007       | MBC                       | 대학 가요제                           | MC                                                             | 이효리와 공동 진행 |
| 2008       | MBC                       | 공감토크쇼 놀러와                     | 게스트                                                         | 182회, 183회, 220회 |
| 2008       | MBC                       | 황금어장 라디오스타                   | 게스트                                                         | 79회, 80회 |
| 2008       | KBS2                      | 해피투게더 시즌3                      | 게스트                                                         | 34회 |
| 2008       | SBS                       | 일요일이 좋다 - 패밀리가 떴다         | 게스트                                                         | 23-24회 |
| 2009       | SBS                       | 일요일이 좋다 - 패밀리가 떴다         | 게스트                                                         | 66-67회 |
| 2010       | MBC                       | 공감토크쇼 놀러와                     | 게스트                                                         | 316회 |
| 2010       | SBS                       | 일요일이 좋다 - 런닝맨                | 게스트                                                         | 10회 |
| 2011       | KBS2                      | 해피투게더 시즌3                      | 게스트                                                         | 210회 |
| 2011       | SBS                       | 일요일이 좋다 - 런닝맨                | 게스트                                                         | 57회 ~ 58회 |
| 2011       | SBS                       | 힐링캠프, 기쁘지 아니한가             | 게스트                                                         | 차태현 편, 6회 |
| 2012       | KBS2                      | 해피선데이 - 남자의 자격              | 게스트                                                         | |
| 2012       | KBS2                      | 김승우의 승승장구                     | 게스트                                                         | 차태현 편, 124회 |
| 2012       | KBS2                      | 해피투게더 시즌3                      | 게스트                                                         | 바람과 함께 사라지다 팀 편 (2012.8.9) |
| 2012~ 2019 | KBS2                      | 해피선데이 - 1박 2일                  | 고정 출연 (김준호, 데프콘, 김종민, 정준영, 윤시윤과 공동 출연) | 시즌 2, 시즌 3 |
| 2013       | KBS2                      | 유희열의 스케치북                     | 게스트                                                         | 178회 |
| 2013       | XTM                       | 탑기어 코리아 4                       | 게스트                                                         | 3회 |
| 2013       | KBS2                      | 위기탈출 넘버원                       | 게스트                                                         | 395회 |
| 2014       | MBC                       | 황금어장 - 라디오스타                 | 게스트                                                         | 널 깨물어주고 싶어 특집 (2014.9.24) |
| 2015       | KBS2                      | 해피선데이 - 슈퍼맨이 돌아왔다        | 게스트                                                         | 넌 누구를 닮았니 편 (2015.3.1) 봄이 오는 소리 편 (2015.3.8) |
| 2015       | KBS2                      | 우리동네 예체능                       | 족구 편 고정 멤버 및 게스트                                    | 예체능 족구단 결성/동호인 팀과의 대결/웰컴 투 족구 연수 편 (2015.2.10~3.17) 사이클 새 멤버 집합 및 기초 체력 테스트/사이클 실전 훈련 편 (2015.6.2) 우리 동네 수영반의 화려한 코치진과 함께 본격 수영 훈련 시작! 편 (2015.7.14) |
| 2016       | 후난위성텔레비전          | 쾌락대본영                            | 게스트                                                         | 중국 방송 |
| 2016       | JTBC                      | 투유 프로젝트 - 슈가맨                | 게스트                                                         | 차태현 & 강성연 편 (2016.2.9) |
| 2016       | KBS2                      | 해피투게더 시즌3                      | 게스트                                                         | '1박 2일 - 이 멤버 리멤버 포에버' 특집 (2016.3.17) |
| 2016       | KBS2                      | 언니들의 슬램덩크                     | 게스트                                                         | 1회 |
| 2016       | MBC                       | 황금어장 - 라디오스타                 | 게스트                                                         | "팬이 됐어요~" 특집! (2016.4.27) |
| 2016       | KBS2                      | 유희열의 스케치북                     | 게스트                                                         | 321회 |
| 2016       | KBS2                      | 불후의 명곡 전설을 노래하다           | 게스트                                                         | 친구와 함께하는 여름 이야기 특집 (2016.7.23) |
| 2016       | KBS2                      | 어서옵SHOW                            | 게스트                                                         | 5-6회 |
| 2016       | JTBC                      | 냉장고를 부탁해                       | 게스트                                                         | 국민 이상형 냉장고 편 (2016.11.7) |
| 2016       | KBS2                      | 구라차차 타임슬립 - 새소년            | MC                                                             | 파일럿 프로그램 (2016.9.15) 김구라와 공동 진행 |
| 2016       | KBS2                      | 헬로 프렌즈 - 친구 추가               | MC                                                             | 파일럿 프로그램 (2016.9.18) 윤종신, 김준호, 서장훈, 허지웅, 윤두준과 공동 진행 |
| 2017       | SBS                       | 일요일이 좋다 - 런닝맨                | 특별출연                                                       | 342회 |
| 2017       | JTBC                      | 뭉쳐야 뜬다                           | 게스트                                                         | 라오스 일곱 번째 패키지여행 편 (2017.4.11~5.16) |
| 2017       | KBS2                      | 냄비받침                              | 게스트                                                         | 2017.8.29 |
| 2017       | KBS2                      | 철부지 브로망스                       | 고정 출연                                                      | |
| 2018~2019  | MBC                       | 황금어장 라디오스타                   | MC                                                             | 규현 후임 MC |
| 2020       | tvN                       | 서울촌놈                              | MC                                                             | |
| 2020       | tvN                       | 식스센스                              | 게스트                                                         | |
| 2020       | SBS                       | 일요일이 좋다 - 런닝맨                | 게스트                                                         | 532회 |
| 2021       | tvN                       | 어쩌다 사장                           | 고정 출연                                                      | 조인성과 동반 출연 |
| 2021       | MBN                       | 전국방방쿡쿡                          | 고정 출연                                                      | |
| 2021       | KBS2                      | 옥탑방의 문제아들                     | 게스트                                                         | |
| 2021       | SBS                       | 신발 벗고 돌싱포맨                    | 게스트                                                         | |
| 2021       | JTBC                      | 다수의 수다                           | MC                                                             | |
| 2022       | tvN                       | 어쩌다 사장 2                         | 고정 출연                                                      | |
| 2022       | TV조선                    | 스타다큐 마이웨이                     | VCR 출연                                                       | 故 강수연 편 |
| 2022       | KBS2                      | 홍김동전                              | 게스트                                                         | 5~6회 |
| 2022       | KBS2                      | 옥탑방의 문제아들                     | 게스트                                                         | |
| 2023       | tvN                       | 놀라운토요일                          | 게스트                                                         | |
| 2023       | SBS                       | 런닝맨                                | 게스트                                                         | |
| 2023       | SBS                       | 편먹고 공치리5 승부사들               | 고정 출연                                                      | |
| 2023       | MBC 에브리원 & 라이프타임 | 나는 지금 화가 나있어                 | 게스트                                                         | |
| 2023       | tvN                       | 어쩌다 사장3                          | 고정 출연                                                      | |
| 2023       | tvN                       | 콩 심은 데 콩 나고 팥 심은 데 팥 난다 | 게스트                                                         | 6회 |
| 2024       | tvN                       | 아파트 404                            | 고정출연                                                       | |
| 2024       | ENA                       | 찐팬구역                              | 고정출연                                                       | |
| 2024       | SBS                       | 틈만나면,                             | 게스트                                                         | 6회 |
| 2024       | tvN                       | 언니네 산지직송                       | 게스트                                                         | 6,7회 |

### 웹예능
| 연도 | 방송사 | 제목      | 역할   | 비고 |
| ---- | ------ | --------- | ------ | ---- |
| 2023 | 유튜브 | 핑계고    | 게스트 | 8회  |
| 2023 | 유튜브 | 핑계고    | 게스트 | 19회 |
| 2024 | 유튜브 | 핑계고    | 게스트 | 39회 |
| 2024 | 유튜브 | 소통의 神 | 게스트 |      |

### 라디오 프로그램
| 연도        | 방송사      | 제목                        | 역할   | 비고                                                      |
| ----------- | ----------- | --------------------------- | ------ | --------------------------------------------------------- |
| 1999 ~ 2000 | KBS 제2FM   | 차태현의 FM 인기가요        |        | 차태현이 하차한 뒤에는 박수홍, 박경림이 후임 DJ가 되었다. |
| 2007 ~ 2008 | KBS 제2FM   | 안재욱, 차태현의 Mr. 라디오 | DJ     | DJ (안재욱과 더블 DJ)                                     |
| 2015        | MBC FM4U    | 써니의 FM데이트             | 게스트 |                                                           |
| 2016        | MBC FM4U    | 정오의 희망곡 김신영입니다  | 게스트 |                                                           |
| 2016        | SBS 파워 FM | 두시탈출 컬투쇼             | 게스트 |                                                           |

### 뮤직 비디오
| 연도 | 가수 | 노래            | 비고                                          |
| ---- | ---- | --------------- | --------------------------------------------- |
| 2001 | god  | 〈니가 필요해〉 | 차태현〈I Love You〉 뮤직비디오의 속편격 뮤비 |

## 음반 목록

### 정규 음반
| 음반 정보                                                                                 | 수록 곡 |
| ----------------------------------------------------------------------------------------- | --- |
| Accident - 첫 번째 정규 음반 - 발매일: 2001년 2월 12일 - 레이블: 싸이더스HQ, 예전미디어   | 트랙 보기 1. 諦念(체념) 2. I Love You 3. 생일선물 4. 아름다운사람 5. 그래.. 6. 마지막 하루 7. 몰라도 돼 8. 너의 그림자 뒤에 9. 부탁 10. 친구와 연인 11. 미망 12. 이 계절이 지나도 13. 피크닉 14. I Love You (re-mix) 15. The Last Day (instrumental)                                        |
| 더북 (BU:K) - 두 번째 정규 음반 - 발매일: 2003년 5월 1일 - 레이블: 싸이더스HQ, 예전미디어 | 트랙 보기 1. 별을 사랑한 어린왕자의 꿈 2. Again To Me 3. Love Story 4. 용서 (容恕) 5. 슬픈 이별 뒤로 6. I Can Wating For You 7. 고마워 그리고 행복해 8. 사랑 느낌 9. 바보야 10. 사진 11. 언제나 지금처럼 12. Summer Story 13. 용서 (Interlude) 14. 슬픈 이별 뒤로 (RE-MIX) 15. (Bonus Data) |

### 기타 음반 참여
| 연도 | 제목                      | 수록 음반                                   |
| ---- | ------------------------- | ------------------------------------------- |
| 2000 | "어디로 갈까"             | 줄리엣의 남자 OST                           |
| 2002 | "모르나요"                | 연애소설 OST                                |
| 2002 | "사진"                    | 연애소설 OST                                |
| 2005 | "잊어요"                  | 새드 무비 OST                               |
| 2005 | "내 손을 놓지 마요"       | 새드 무비 OST                               |
| 2006 | "눈을 감고" (한국어 Ver.) | 파랑주의보 OST                              |
| 2007 | "이차선 다리"             | 복면달호 OST                                |
| 2007 | "매일매일 기다려"         | 복면달호 OST                                |
| 2008 | "Because I Love You"      | 과속스캔들 OST                              |
| 2010 | "너와 함께"               | 헬로우 고스트 OST                           |
| 2011 | "행복"                    | 챔프 OST                                    |
| 2016 | "힘내쏭"                  | 홍차프로젝트 (홍경민과 듀엣 싱글)           |
| 2016 | "지난날"                  | 사랑하기 때문에 OST                         |
| 2018 | "이별근처"                | 최고의 이혼 OST                             |
| 2019 | "사람들"                  | 사람들 (홍경민, 사무엘과 콜라보레이션 싱글) |

## 광고
| 연도        | 기업명                           | 제품명                           | 종류                   | 공동 출연                  |
| ----------- | -------------------------------- | -------------------------------- | ---------------------- | -------------------------- |
| 1998        | LG생활건강                       | 레모니아                         | 음료                   |                            |
| 1999        | KT                               | 원샷018 투넘버서비스             | 통신사                 | 김정은                     |
| 1999        | 롯데제과                         | 에너빅                           | 껌                     |                            |
| 1999        | 한국GM                           | 마티즈 CVT                       | 자동차                 | 채림                       |
| 1999        | 삼양식품                         | 수타면                           | 라면                   | 임현식, 윤태영, 하지원     |
| 2000        | (주)인터파크                     | 인터파크                         | 온라인 마켓            |                            |
| 2000        | KT                               | 원샷018 M닷컴                    | 통신사                 | 김민희                     |
| 2000        | KT                               | 018 M together                   | 통신사                 | 김정은, 원빈, 김민희       |
| 2000        | 세정과미래                       | NII                              | 의류                   |                            |
| 2000        | 새한그룹                         | 에리트                           | 교복                   | 양미라                     |
| 2000        | 동양화장품                       | 과일나라 후르츠왁스 헤어칼라     | 헤어제품               |                            |
| 2001        | 롯데칠성음료                     | 워터젤리                         | 음료                   |                            |
| 2001        | 롯데제과                         | 월드콘                           | 아이스크림             |                            |
| 2001        | 삼성전자                         | 애니콜                           | 휴대폰                 | 안성기, 이나영             |
| 2001        | 델타랩                           | 700-5782                         | 컬러링 서비스          |                            |
| 2001        | (주)잉크테크                     | 잉크테크                         | 잉크제품               |                            |
| 2001        | 롯데제과                         | 롯데샌드                         | 스낵                   | 조상기                     |
| 2002        | (주)한국도미노피자               | 도미노피자                       | 피자 프랜차이즈        |                            |
| 2004, 2012  | 제너시스                         | BBQ, 닭익는 마을 제너시스 BBQ    | 치킨 프랜차이즈        | 한혜진(2004), 백윤식(2012) |
| 2003        | 엠케이트렌드                     | TBJ                              | 의류                   | 정지훈, 신민아             |
| 2003        | 빙그레                           | 닥터캡슐                         | 장음료                 |                            |
| 2003        | 경기대학교                       | 경기대학교                       | 대학교                 | 송승헌                     |
| 2003        | 현대해상                         | 하이카                           | 자동차보험             | 박충선                     |
| 2004        | KT                               | 네스팟 스윙                      | 무선인터넷             |                            |
| 2004        | 롯데칠성음료                     | 비타파워                         | 음료                   | 한지혜                     |
| 2005        | 한국존슨                         | 그레이드 퍼핑                    | 실내방향제             |                            |
| 2006        | 신한카드                         | 신한카드                         | 신용카드               | 조인성, 성유리, 강혜정     |
| 2007        | 한국닌텐도                       | 닌텐도DS 마리오카트              | 게임기                 | 박수홍                     |
| 2007        | 농심                             | 건면세대                         | 라면                   | 이하나                     |
| 2008 ~ 2013 | 한국코카콜라(유)                 | 조지아 에메랄드 마운틴 블렌드    | 커피음료               |                            |
| 2009        | 청호나이스                       | 이과수 얼음정수기                | 가전                   |                            |
| 2009        | 신한금융그룹                     | 신한금융그룹                     | 금융                   |                            |
| 2009 ~ 2010 | 롯데그룹                         | 롯데하이마트                     | 전자제품쇼핑몰         | 박보영, 왕석현             |
| 2010        | 한국닌텐도                       | 닌텐도 Wii 뉴 수퍼마리오브라다스 | 게임기                 | 신세경, 오영실, 박지빈     |
| 2012        | 한국오츠카제약                   | 우르오스                         | 남성화장품             |                            |
| 2012        | (주)코베아                       | 코베아                           | 캠핑 브랜드            |                            |
| 2012        | 삼성카드                         | 삼성카드 7                       | 신용카드               |                            |
| 2013        | 영화진흥위원회, 영상물보호위원회 | 굿 다운로더 캠페인               | 불법다운로드 공익 광고 |                            |
| 2013 ~ 2016 | 애경                             | 2080 진지발리스 프로젝트 K       | 치약                   |                            |
| 2014 ~ 2017 | 삼성화재                         | 삼성화재 '당신의 봄'             | 화재보험               |                            |
| 2015        | 한국관광공사                     | 2015 관광주간                    | 공익 광고              | 고창석(봄 편)              |
| 2016 ~ 2017 | 린나이코리아                     | 린나이 스마트 와이파이 보일러    | 보일러                 |                            |
| 2016 ~ 2017 | 매일유업                         | 매일 소화가 잘 되는 우유         | 유제품                 |                            |
| 2017        | 롯데관광개발(주)                 | 롯데관광                         | 여행사                 |                            |
| 2017        | 빙그레                           | 닥터캡슐                         | 장음료                 | 14년만에 재발탁됨.         |
| 2018        | 코카콜라                         | 아데스                           | 음료                   |                            |
| 2019        | 불스원                           | 에어테라피 멀티액션              | 차량용 공기청정기      |                            |

## 수상 및 후보
| 연도 | 시상식                       | 부문                                         | 작품                 | 결과 |
| ---- | ---------------------------- | -------------------------------------------- | -------------------- | ---- |
| 1995 | KBS 슈퍼 탤런트 선발대회     | 은상                                         | 빈칸                 | 수상 |
| 1999 | 제35회 백상예술대상          | TV부문 남자 신인연기상                       | 해바라기             | 수상 |
| 1999 | SBS 연기대상                 | 남자 신인연기상                              | 해피투게더           | 수상 |
| 1999 | MBC 연기대상                 | 남자 신인연기상                              | 햇빛속으로           | 수상 |
| 1999 | MBC 연기대상                 | 시청자들이 뽑은 올해의 탤런트상              | 햇빛속으로           | 수상 |
| 2000 | 모델 센터                    | 모델 베스트 10                               | 빈칸                 | 수상 |
| 2000 | SBS 연기대상                 | 남자 우수연기상                              | 줄리엣의 남자        | 후보 |
| 2000 | SBS 연기대상                 | 빅스타상                                     | 줄리엣의 남자        | 수상 |
| 2000 | SBS 연기대상                 | SBS i상 (네티즌 인기상)                      | 줄리엣의 남자        | 수상 |
| 2001 | 제22회 청룡영화상            | 신인남우상                                   | 엽기적인 그녀        | 수상 |
| 2002 | 제38회 백상예술대상          | 영화부문 남자 신인연기상                     | 엽기적인 그녀        | 후보 |
| 2002 | 제39회 대종상                | 남자인기상                                   | 엽기적인 그녀        | 수상 |
| 2002 | 제39회 대종상                | 남우주연상                                   | 엽기적인 그녀        | 후보 |
| 2002 | 제25회 황금촬영상            | 신인남우상                                   | 엽기적인 그녀        | 수상 |
| 2002 | 제23회 청룡영화상            | 인기스타상                                   | 연애소설             | 수상 |
| 2003 | 제24회 청룡영화상            | 인기스타상                                   | 첫사랑 사수 궐기대회 | 수상 |
| 2004 | MBC 연기대상                 | 남자 최우수연기상                            | 황태자의 첫사랑      | 후보 |
| 2005 | 제42회 저축의 날 시상식      | 대통령 표창                                  | 빈칸                 | 수상 |
| 2007 | KBS 연예대상                 | 최우수 라디오 DJ상 (안재욱과 함께 공동 수상) | 미스터 라디오        | 수상 |
| 2007 | KBS 연기대상                 | 남자 최우수연기상                            | 꽃 찾으러 왔단다     | 후보 |
| 2008 | 제45회 대종상                | 인기상                                       | 바보                 | 수상 |
| 2008 | MBC 연기대상                 | 남자 우수연기상                              | 종합병원 2           | 후보 |
| 2009 | 제6회 맥스무비 최고의 영화상 | 최고의 남자배우상                            | 과속 스캔들          | 수상 |
| 2011 | 제47회 백상예술대상          | 영화부문 남자 최우수연기상                   | 헬로우 고스트        | 후보 |
| 2011 | 제48회 대종상                | 남우주연상                                   | 헬로우 고스트        | 후보 |
| 2012 | KBS 연예대상                 | 최고 엔터테이너상                            | 1박 2일              | 수상 |
| 2012 | KBS 연기대상                 | 중편드라마부문 남자 우수연기상               | 전우치               | 후보 |
| 2013 | KBS 연예대상                 | 쇼·오락부문 남자 최우수상                    | 1박 2일              | 수상 |
| 2014 | KBS 연예대상                 | 대상                                         | 1박 2일              | 후보 |
| 2015 | KBS 연예대상                 | 대상                                         | 1박 2일              | 후보 |
| 2015 | KBS 연기대상                 | 미니시리즈부문 남자 우수연기상               | 프로듀사             | 수상 |
| 2015 | KBS 연기대상                 | 베스트 커플상 (with 공효진)                  | 프로듀사             | 수상 |
| 2018 | 제18회 대한민국청소년영화제  | 인기 영화인 남자배우 부문                    | 신과함께: 죄와 벌    | 수상 |
| 2018 | MBC 방송연예대상             | 뮤직·토크부문 남자 우수상                    | 황금어장 라디오스타  | 수상 |
| 2018 | KBS 연기대상                 | 대상                                         | 최고의 이혼          | 후보 |
| 2018 | KBS 연기대상                 | 남자 최우수연기상                            | 최고의 이혼          | 수상 |
| 2018 | KBS 연기대상                 | 미니시리즈부문 남자 우수연기상               | 최고의 이혼          | 후보 |
| 2018 | KBS 연기대상                 | 남자 네티즌상                                | 최고의 이혼          | 후보 |
| 2018 | KBS 연기대상                 | 베스트 커플상 (with 배두나)                  | 최고의 이혼          | 수상 |
| 2021 | KBS 연기대상                 | 대상                                         | 경찰수업             | 후보 |
| 2021 | KBS 연기대상                 | 남자 최우수연기상                            | 경찰수업             | 수상 |
| 2021 | KBS 연기대상                 | 미니시리즈부문 남자 우수연기상               | 경찰수업             | 후보 |
| 2021 | KBS 연기대상                 | 남자 네티즌상                                | 경찰수업             | 후보 |
| 2021 | KBS 연기대상                 | 베스트 커플상 (with 진영)                    | 경찰수업             | 수상 |
| 2023 | 제43회 황금촬영상            | 촬영감독이 선정한 남자인기상                 | 멍뭉이               | 수상 |
| 2023 | KBS 연기대상                 | 남자 인기상                                  | 두뇌공조             | 후보 |

### 가요 프로그램 1위
| 연도         | 수상 내역 (총 4회) |
| ------------ | --- |
| 2001년(3회)  | - I Love You (총 3회) - 3월 17일 MBC 《음악캠프》 1위 - 3월 24일 MBC 《음악캠프》 1위 (2주 연속) - 4월 7일 MBC 《음악캠프》 1위 (통산 3주) |
| 2003년 (1회) | - Again to Me (총 1회) - 6월 14일 MBC 《음악캠프》 1위                                                                                     |

## 가족
차태현은 고등학교 동창이자, 자신의 데뷔곡 〈I Love You〉를 작사한 작사가 최석은(당시 예명 : 거목)과 13년간의 교제 끝에 2006년 6월 1일에 결혼식을 올렸고, 아들 하나(차수찬), 딸 둘(차태은, 차수진)을 두었다.